# Кауфман Залман Самуїлович
За́лман Самуїлович Кáуфман (10 січня 1921 —20 лютого 2019) — російський зоолог, який народився і одержав середню освіту в Україні. Автор ґрунтовних досліджень багатоніжок та водних безхребетних тварин) . Заслужений діяч науки Карелії (1996), член-кореспондент Російської академії природознавства.

## Життєпис
Залман Самуїлович Кауфман народився у 1921 році у Чернігові. П'ятирічним він вивчився читати російською, потім, семирічним, за рік навчання в єврейській школі опанував їдиш, а пізніше — українську мову. З дитинства хлопцю був притаманний інтерес до живої природи. Його перша стаття вийшла друком у журналі «Юный натуралист», коли підліток ще навчався у 6-му класі. На статтю звернув увагу московський професор О. М. Формозов, котрий наступні роки, аж до закінчення Залманом школи, всіляко допомагав у формуванні особистості майбутнього зоолога.
Успішно здавши вступні екзамени, З. Кауфман став студентом біологічного факультету Ленінградського державного університету (ЛДУ). Тієї ж осені почалася Радянсько-фінська війна, і його мобілізували до Червоної Армії. Після закінчення цієї війни він продовжив службу у дивізії, що стояла на кордоні у Західній Білорусі. Коли почалася німецько-радянська війна, відступали до самого Підмосков'я. Від 11-тисячної бригади лишилося живими 26 чоловік. З. С. Кауфман воював на Волховському та Ленінградському фронтах — командиром відділення розвідки і коригувальником артвогню. Після контузії і поранення його після шпиталю перевели до дивізіону тралових катерів, які розміновували район острова Лавансаарі. Поранення давалося взнаки, тому Кауфмана перевели до берегової команди, котра відновлювала морський завод у Кронштадті. Майбутній біолог поновив свій студентський статус у альма-матер, але одержати вищу освіту знов не вдалося.
Наприкінці 1940-х років влада розгорнула відразу дві репресивні кампанії: проти «буржуазної псевдонауки» генетики і відверто антисемітську «боротьбу з космополітизмом». Публічні виступи й приватні бесіди З. С. Кауфмана не лишали сумнівів у його відвертій незгоді з лінією партії.
 «Нас, євреїв, в університеті було не так вже й багато, але мы зустрічались, спілкувались <…>. При цьому в нашу кімнату приходили й інші хлопці, дівчата. До нашої компанії запустили стукача. Господарі були ним задоволені. Він посадив як мінімум вісім відомих мені людей з числа своїх друзів. Він був присутнім і на моїх допитах. За це йому щедро платили: він одержав квартиру, його прийняли до аспірантури. Багато років по тому я його випадково зустрів, він мене впізнав, злякався, але я йому лише сказав: „Яка ж ти мерзота!“ — і плюнул йому в обличчя. Зустрів я й свого суддю — теж єврея. Колись його примусили нас засудити, терміни були відомі заздалегідь. Він мене упізнав і просто на Невскому став на коліна, плакав и просив пробаченняя. Після нашої зустрічи, він прийшов додому і повісився. Про це я дізнався нещодавно» (із спогадів З. С. Кауфмана 
.
Взимку 1948 року курсу його заарештували, звинуватили у наклепах на радянську науку і «створенні антирадянської націоналістичної єврейської організації з метою ослаблення радянського державного устрою». Студента-фронтовика засудили на 25 років спецтаборів і на п'ять років позбавлення громадських прав після відбуття цього покарання. Він відбував його у Тайшетлазі та на Північному Уралі.
Через сім років Кауфмана звільнили. Він нарешті закінчив університет (1956), аспірантуру Зоологічного інституту Академії наук СРСР (ЗІН), захистив (1961) кандидатську дисертацію. Попри значні наукові здобутки і визнання колег, він тривалий час не міг знайти роботи — заважали «неправильні» анкетні дані. Врешті-решт його узяли на новостворену Біломорську біологічну станцію Карельського філіалу АН СРСР. У 1982 році він одержав ступінь доктора біологічних наук і протягом багатьох років очолював чималий науковий колектив.
Він помер на 99-му році життя, зберігаючи ясний розум і працюючи над останньою книгою, яку присвятив покійній дружині.

## Сім'я
- Дружина — Ревекка Соломонівна Кауфман. Залмана Самуїловича заарештували через добу після їх весілля. Дружина рік за роком чекала його у Чернігові, один раз їздила до табору на побачення з чоловіком[5].

- Син — Борис Залманович Кауфман (1957—2000), кандидат, згодом доктор біологічних наук[6], науковий співробітник Інституту біології Карельского наукового центру[7], викладач Республикансько] очно-заочної школи для обдарованих дітей[8].

## Наукова діяльність
Після повернення з таборів (1956) З. С. Кауфман за власними студентськими матеріалами, що збереглися на кафедрі зоології безхребетних ЛДУ, підготував дві статті до журналу «Доклады Академии наук». Кандидатську дисертацію під керівництвом професора А. В. Іванова він виконував в Зоологічному інституті АН СРСР. Праця була присвячена будові, онтогенетичному розвиткові та еволюції дихальної та травної систем багатоніжок.
Працюючи після закінчення аспірантури на Біломорській біостанції, він вивчав причини катастрофічного падіння чисельності біломорського оселедця. Вперше в світовій практиці за його рекомендаціями були створені нерестилища безпосередньо у морі. Це дозволило врятувати біломорського єгорівського оселедця як вид.
Коли станція стала підрозділом ЗІН, він розпочав глибокі дослідження морських безхребетних. Масштабне вивчення адаптацій життєвих циклів 50 видів до умов Півночі заклало підвалини його докторської дисертації. Згодом він досліджував вплив токсичних речовин на мешканців водойм і понад 25 років керував комплексним науковим вивченням Онезького озера.
Під його керівництвом захищено низку дисертацій, він написав понад 300 рецензій та відгуків на дисертації, книги та статті колег.

## Нагороди
Залмана Самуїловича нагороджено орденом Вітчизняної війни 2-го ступеню, медаллю ордена «За заслуги перед Вітчизною» і двома почесними грамотами Президії АН СРСР. Він — заслужений діяч науки Карелії (1996), «Людина року Карелії» і член-кореспондент Академії природничих наук Росії.

## Основні праці

### Наукові публікації
З. С. Кауфман є автором 11 монографій і близько 200 статей. Нижче перелічені деякі з них.
- Особенности половых циклов беломорских беспозвоночных как адаптация к существованию в условиях высоких широт: морфоэкологические и эволюционные аспекты проблемы — Ленинград: Наука, Ленинградское отделение, 1977. — 264 с.
- Эмбриология рыб. — Москва: Агропромиздат, 1990 . — 271 с.
- Очерк эволюции кишечнополостных. — Петрозаводск: Ин-т вод. пробл. Севера, 1990. — 155 с.
- Первичнополостные черви: (Приапулиды, киноринхи, гастротрихи и волосатики). –Петрозаводск: Ин-т вод. пробл. Севера, 1991. — 211 с.
- Эволюция размножения и пола. — Петрозаводск: КНЦ РАН. (Т. 1, 1993, 251 с.; т. 2, 1994, 186 с.).
- Акантоцефалы = Acanthocephala: (Монографический очерк). — Петрозаводск: Ин-т вод. пробл. Севера, 2000. — 121 с.
- Происхождение биоты континентальных водоемов. — Петрозаводск: КНЦ РАН, 2005. — 258 с.

### Позабіологічні публікації
- Иудаистские тенденции в еретических течениях средневекового православия — http://s.berkovich-zametki.com/ [Архівовано 26 червня 2020 у Wayback Machine.]
- Краткий очерк истории еврейского искусства. — Петрозаводск: , 2013.
- Зяма. — Петрозаводск: Принт, 2005. — 61 с. (Библиотечка газеты «Общинный вестник», вып. 9).
- Невыдуманные рассказы — Петрозаводск: Еврейская религиозная община, 2003. — 34 с. (Библиотечка газеты «Общинный вестник»).
- Еврейские зигзаги в русской словесности. — Петрозаводск, 2019.

## Цікаві факти
- З. С. Кауфман зібрав близько 3000 прислів'їв на їдиші і передав зібрання до відділу рукописів Національної бібліотеки Ізраїлю[9].
- Невиданою лишається книга З. Кауфмана про рослини, що згадуються у Танасі[9]
- Величезну колекцію метеликів та жуків, зібрану З. Кауфманом та його сином, придбав у 2001 році Карельський державний краєзнавчий музей. Її складають комахи, зібрані протягом 1900—1983 років в Карелії та різних країніх світу[10].
- Власне величезне книжкове зібрання вчений передав бібліотеці Карельського наукового центру Російської академії наук (Петрозаводськ).